# Рядом с нами
«Ря́дом с на́ми» — советский чёрно-белый фильм, поставленный на киностудии «Ленфильм» в 1957 году режиссёром Адольфом Бергункером.
Премьера фильма в СССР состоялась 6 января 1958.

## Сюжет
По окончании московских институтов Андрей и Николай отправляются работать на Алтай. Они устраиваются работать на местном заводе. Николай становится инженером, Андрей — корреспондентом и редактором заводской многотиражки. В этой газете он должен написать статью обо всем коллективе завода.
Инициативный Николай вскоре начинает замечать, что не всё на производстве благополучно. Передовик труда Яша Миловидов, с которого всем нужно брать пример, на поверку оказывается вполне обычным рабочим. Ему искусственно создают условия, где он может перевыполнять план. Миф о его славе создал редактор многотиражки Чумов. Кроме того Миловидов бросил забеременевшую от него работницу завода Антонину. Друзья разоблачают дутого героя.

## В ролях
- Леонид Быков — Николай
- Иннокентий Смоктуновский — Андрей
- Клара Лучко — Антонина
- Георгий Юматов — Яша Миловидов
- Николай Рыбников — Чумов
- Олег Ефремов — секретарь Р.К. ВЛКСМ
- Нина Дорошина — Люба Звонарёва
- Людмила Шагалова — Нина
- Борис Чирков — Столетов
- Пётр Лобанов — Сюртуков
- Муза Крепкогорская — Валя Назаренко
- Юрий Соловьёв — Володя Назаренко
- Маргарита А. Черепанова — Оля
- Борис Аракелов —  токарь Юра
- Владислав Стржельчик — начальник цеха

## Съёмочная группа
- Авторы сценария — Елена Катерли, Израиль Меттер
- Режиссёр-постановщик — Адольф Бергункер
- Оператор — Семён Иванов
- Художник — Виктор Савостин
- Режиссёр — В. Терентьев
- Композитор — Орест Евлахов
- Звукооператор — Борис Антонов
- Монтаж — Александры Боровской
- Директор картины — Моисей Генденштейн